# Holger Norrman
Holger Norrman – szwedzki kierowca wyścigowy.

## Biografia
Pod koniec lat 50. rozpoczął starty Ferrari 500 TR. W 1959 roku zajął tym samochodem szóste miejsce w wyścigu Västkustloppet oraz trzynaste w Kanonloppet. W 1961 roku był ósmy w zawodach Eläintarhanajo. Również w 1961 roku zadebiutował w Szwedzkiej Formule Junior, używając Stanguellini. Rok później był ósmy w klasyfikacji Szwedzkiej Formuły Junior, ścigał się wówczas również w RFN i NRD. W 1964 roku startował Lotusem Cortiną w STCC, ścigał się również Lolą Mk5A w Szwedzkiej Formule 3, zajmując na koniec sezonu trzynaste miejsce. W 1965 roku ponownie ścigał się Cooperem. Był to jego ostatni sezon w Formule 3.

## Wyniki
| Legenda oznaczeń w tabelach wyników Wyświetl szablon na nowej stronie | Legenda oznaczeń w tabelach wyników Wyświetl szablon na nowej stronie                                                                     |
| Oznaczenie                                                            | Wyjaśnienie |
| --------------------------------------------------------------------- | --- |
| Złoty                                                                 | Zwycięzca lub mistrzostwo |
| Srebrny                                                               | 2. miejsce lub wicemistrzostwo |
| Brązowy                                                               | 3. miejsce lub II wicemistrzostwo |
| Zielony                                                               | Ukończył, punktował (w klasyfikacji generalnej, gdy zdobył co najmniej jeden punkt na przestrzeni sezonu, poza trzema powyższymi opcjami) |
| Niebieski                                                             | Ukończył, nie punktował (w klasyfikacji generalnej, gdy nie zdobył co najmniej jednego punktu na przestrzeni sezonu)                      |
| Czerwony                                                              | Nie zakwalifikował się (NZ) |
| Czerwony                                                              | Nie prekwalifikował się (NPK) |
| Różowy                                                                | Nie ukończył (NU) |
| Różowy                                                                | Niesklasyfikowany (NS) (w klasyfikacji generalnej, gdy nie został sklasyfikowany w żadnym wyścigu sezonu)                                 |
| Czarny                                                                | Zdyskwalifikowany (DK) |
| Czarny                                                                | Wykluczony (WYK/EX) |
| Biały                                                                 | Nie wystartował (NW) |
| Biały                                                                 | Kontuzjowany (K/INJ) |
| Biały                                                                 | Wyścig odwołany (OD/C) |
| Bez koloru                                                            | Został wycofany (WYC/WD) |
| Bez koloru                                                            | Nie przybył (NP/DNA) |
| Bez koloru                                                            | Nie brał udziału w treningach (NT/DNP) |
| Bez koloru                                                            | Nie został zgłoszony (–) |
| Pogrubienie                                                           | Start z pole position |
| Kursywa                                                               | Najszybsze okrążenie wyścigu |
| †                                                                     | Nie ukończył, ale jego rezultat został zaliczony ze względu na przejechanie więcej niż 90% dystansu wyścigu.                              |
| *                                                                     | Sezon w trakcie |
| 1/2/3                                                                 | Punktowana pozycja w sprincie kwalifikacyjnym                                                                                             |
| Lista systemów punktacji Formuły 1                                    | |

### Szwedzka Formuła 3
W latach 1961–1963 mistrzostwa rozgrywano według przepisów Formuły Junior.
| Rok  | Zespół                    | Samochód     | Silnik | Wyniki w poszczególnych eliminacjach | Wyniki w poszczególnych eliminacjach | Wyniki w poszczególnych eliminacjach | Wyniki w poszczególnych eliminacjach | Wyniki w poszczególnych eliminacjach | Pkt. | Msc. |
| ---- | ------------------------- | ------------ | ------ | ------------------------------------ | ------------------------------------ | ------------------------------------ | ------------------------------------ | ------------------------------------ | ---- | ---- |
| 1961 |                           |              |        | Szwecja                              | Szwecja                              | Szwecja                              | Szwecja                              | Szwecja                              | ?    | ?    |
| 1961 | Enköpings MK              | Stanguellini | Fiat   | 5                                    | 5                                    | 11                                   | 6                                    | -                                    | ?    | ?    |
| 1962 |                           |              |        | Szwecja                              | Szwecja                              | Szwecja                              | Szwecja                              | Szwecja                              | 3    | 8    |
| 1962 | Enköpings MK              | Cooper T59   | Ford   | -                                    | 5                                    | 6                                    | 7                                    | 7                                    | 3    | 8    |
| 1964 |                           |              |        | Szwecja                              | Szwecja                              | Szwecja                              | Szwecja                              | Szwecja                              | 1    | 13   |
| 1964 | Norrman&Strömstedt Bil AB | Lola Mk5A    | Ford   | NU                                   | 7                                    | NU                                   | -                                    | -                                    | 1    | 13   |
| 1965 |                           |              |        | Szwecja                              | Szwecja                              | Szwecja                              | Szwecja                              | Szwecja                              | 0    | NS   |
| 1965 | Enköpings MK              | Cooper T76   | Ford   | -                                    | -                                    | NW                                   | -                                    | NU                                   | 0    | NS   |

### Niemiecka Formuła Junior
| Rok  | Zespół                    | Samochód   | Silnik | Wyniki w poszczególnych eliminacjach | Wyniki w poszczególnych eliminacjach | Wyniki w poszczególnych eliminacjach | Wyniki w poszczególnych eliminacjach | Wyniki w poszczególnych eliminacjach | Wyniki w poszczególnych eliminacjach | Wyniki w poszczególnych eliminacjach | Wyniki w poszczególnych eliminacjach | Pkt. | Msc. |
| ---- | ------------------------- | ---------- | ------ | ------------------------------------ | ------------------------------------ | ------------------------------------ | ------------------------------------ | ------------------------------------ | ------------------------------------ | ------------------------------------ | ------------------------------------ | ---- | ---- |
| 1962 |                           |            |        |                                      |                                      |                                      |                                      |                                      | Austria                              |                                      |                                      | 0    | NS   |
| 1962 | Norrman&Strömstedt Bil AB | Cooper T59 | Ford   | -                                    | -                                    | -                                    | -                                    | -                                    | -                                    | -                                    | NU                                   | 0    | NS   |

### Wschodnioniemiecka Formuła Junior
| Rok  | Zespół                    | Samochód   | Silnik | Wyniki w poszczególnych eliminacjach | Wyniki w poszczególnych eliminacjach | Wyniki w poszczególnych eliminacjach | Wyniki w poszczególnych eliminacjach | Wyniki w poszczególnych eliminacjach | Wyniki w poszczególnych eliminacjach | Pkt. | Msc. |
| ---- | ------------------------- | ---------- | ------ | ------------------------------------ | ------------------------------------ | ------------------------------------ | ------------------------------------ | ------------------------------------ | ------------------------------------ | ---- | ---- |
| 1962 |                           |            |        |                                      |                                      |                                      |                                      |                                      |                                      | 0    | NS   |
| 1962 | Norrman&Strömstedt Bil AB | Cooper T59 | Ford   | -                                    | -                                    | ?                                    | -                                    | -                                    | -                                    | 0    | NS   |